# 桜舞しおん
桜舞 しおん（おうま しおん、9月11日生）は、元宝塚歌劇団花組男役。
福岡県北九州市、西南女学院高校出身。公称身長169cm。愛称は「おーま」「りり」。

## 来歴
2008年、宝塚音楽学校入学。同期には夢華あみ、蘭舞ゆう、咲妃みゆ、紫藤りゅう、和希そららがいる。
2010年4月、宝塚歌劇団に第96期生として入団。入団時の成績は28番。月組公演『THE SCARLET PIMPERNEL』で初舞台。その後、花組に配属。
2018年10月14日、『MESSIAH -異聞・天草四郎-／BEAUTIFUL GARDEN −百花繚乱−』の千秋楽をもって宝塚を退団。

## 宝塚歌劇団時代の主な舞台出演

### 初舞台公演
- 2010年4月 - 5月 『THE SCARLET PIMPERNEL』

### 花組配属後
- 2010年7月 - 10月 『麗しのサブリナ』 『EXCITER!!』
- 2011年2月 - 4月 『愛のプレリュード』 『Le paradis!!』
- 2011年6月 - 9月 『ファントム』
- 2012年1月 - 3月 『復活』 『カノン』
- 2012年7月 - 10月 『サン＝テグジュペリ』新人公演：新聞記者（本役：輝良まさと） 『CONGA!!』
- 2012年11月 『Victorian Jazz』（バウホール）
- 2013年2月 - 5月 『オーシャンズ11』新人公演：ボブ（本役：真輝いづみ）
- 2013年6月 - 7月 『戦国BASARA－真田幸村編－』（東急シアターオーブ）
- 2013年8月 - 11月 『愛と革命の詩 -アンドレア・シェニエ-』 『Mr. Swing!』
- 2014年2月 - 5月 『ラスト・タイクーン -ハリウッドの帝王、不滅の愛-』新人公演：ロビンソン（本役：彩城レア） 『TAKARAZUKA ∞ 夢眩』
- 2014年6月 『ベルサイユのばら－フェルゼンとマリー・アントワネット編－』農民男（中日劇場）
- 2014年8月 - 11月 『エリザベート -愛と死の輪舞-』新人公演：少年ルドルフ（本役：矢吹世奈）
- 2015年1月 『Earnest in Love』ロンドン市民（1幕）、農民／召使い（2幕）（東京国際フォーラム）
- 2015年3月 - 6月 『カリスタの海に抱かれて』新人公演：ルイス・アルバーニ（本役：真輝いづみ） 『宝塚幻想曲（タカラヅカファンタジア）』
- 2015年7月 『ベルサイユのばら－フェルゼンとマリー・アントワネット編－』農民  『宝塚幻想曲』（梅田芸術劇場・台湾国家戯劇院）
- 2015年10月 - 12月 『新源氏物語』 『Melodia -熱く美しき旋律-』新人公演：尼君／朱雀院（本役：高翔みず希）
- 2016年2月 - 3月 『Ernest in Love』ロンドン市民（1幕）、農民／召使い（2幕）（梅田芸術劇場・中日劇場）
- 2016年4月 - 7月 『ME AND MY GIRL』新人公演：ボブ・バーキング（本役：冴月瑠那）
- 2016年9月 『アイラブアインシュタイン』（バウホール）
- 2016年11月 - 2017年2月 『雪華抄』『金色の砂漠』新人公演：求婚者　ソナイル（本役：冴月瑠那）
- 2017年3月～4月、『仮面のロマネスク／EXCITER!!2017』（全国ツアー）フレネー
- 2017年6月～8月、『邪馬台国の風／Santé!!〜最高級ワインをあなたに〜』
- 2017年10月、『はいからさんが通る』（シアタードラマシティ・日本青年館）図師
- 2018年1月～3月、『ポーの一族』
- 2018年5月、『あかねさす紫の花／Santé!!〜最高級ワインをあなたに〜』（博多座）左馬
- 2018年7月～10月、『MESSIAH -異聞・天草四郎-／BEAUTIFUL GARDEN −百花繚乱−』赤星宗帆＊退団公演